# Hoffelt - Kaleburn
Hoffelt - Kaleburn este o arie protejată (arie specială de conservare — SAC, sit de importanță comunitară — SCI) din Luxemburg întinsă pe o suprafață de 92,52 ha, integral pe uscat.

## Localizare
Centrul sitului Hoffelt - Kaleburn este situat la coordonatele 50°05′44″N 5°54′27″E / 50.0956°N 5.9075°E.

## Înființare
Situl Hoffelt - Kaleburn a fost declarat sit de importanță comunitară în decembrie 1998 pentru a proteja 6 specii de animale. Situl a fost protejat și ca arie specială de conservare în noiembrie 2009.

## Biodiversitate
Situată în ecoregiunea continentală, aria protejată conține 2 habitate naturale: Păduri de fag Luzulo-Fagetum, Mlaștini împădurite.
La baza desemnării sitului se află mai multe specii protejate:
- păsări (4): barză neagră (Ciconia nigra), sfrâncioc roșiatic (Lanius collurio), gaia roșie (Milvus milvus), viespar (Pernis apivorus)
- amfibieni (1): triton cu creastă (Triturus cristatus)
- mamifere (1): liliac comun (Myotis myotis)